# NGC 558
NGC 558 é uma galáxia elíptica (E) localizada na direcção da constelação de Cetus. Possui uma declinação de -01° 58' 14" e uma ascensão recta de 1 horas, 27 minutos e 16,1 segundos.
A galáxia NGC 558 foi descoberta em 1 de Fevereiro de 1864 por Heinrich Louis d'Arrest.